# Francisco Tárrega
Francisco de Asís Tárrega y Eixea, thường gọi tắt là Francisco Tárrega, (21 tháng 11 năm 1852 - 15 tháng 12 năm 1909) là một nhà soạn nhạc, một tay chơi đàn guitar nổi tiếng người Tây Ban Nha. Ông được xem như là người đặt nền móng cho vị trí của cây đàn guitar là nhạc cụ dành cho độc tấu. Ngoài các bản nhạc do ông sáng tác cho đàn guitar ông còn chuyển soạn một số tác phẩm của các nhà soạn nhạc khác sang trình tấu với đàn guitar.

### Tiểu sử
Francisco Tárrega sinh tại Villarreal, xứ Castellón, Tây Ban Nha. Cha ông là Francisco Tárrega Tirado, một nhân viên nhà hát; mẹ ông là Antonia Eixea, mất khi ông còn nhỏ.
Thuở nhỏ Tárrega có lần bị té vào kênh dẫn nước, tai nạn này làm ông giảm thị lực rất nhiều. Có lẽ một phần do việc này mà ông được gia đình khuyến khích và cho đi học nhạc và hai người thầy nhạc đầu tiên của ông là Eugeni Ruiz và Manuel Gonzalez đều bị mù.
Năm 1862, nhạc sĩ guitar Julián Arcas gặp Tárrega ở Castellón, sau khi nghe Francisco chơi nhạc đã khuyên bố ông cho ông đến Barcelona học với mình. Cha ông đồng ý nhưng nhất quyết rằng Francisco phải được học chơi thêm piano bởi thời đó guitar chỉ được xem như nhạc cụ đệm cho ca sĩ hát mà thôi, trong khi piano là nhạc cụ phổ biến và được tôn sùng trên khắp Châu Âu. Thế nhưng sau đó Julián Arcas lại đi lưu diễn, bỏ lại Tárrega lúc đó mới 10 tuổi phải ngừng học. Ông bỏ đi lang thang, tự mình kiếm sống bằng nghề chơi nhạc ở các quán cà phê và các nhà hàng ở Barcelona. Nhưng không lâu sau đó gia đình tìm được ông và mang ông trở về.
Ban năm sau, vào năm 1865 ông lại bỏ đi lần nữa, lần này đến Valencia gia nhập một băng digan, bố ông lại đến mang ông về nhưng sau đó ông lại bỏ đi lần thứ ba, cũng lại đến Valencia. Trong những chuyến bỏ đi này ông sống được bởi chính khả năng chơi guitar cũng như dương cầm của mình. Nhưng cuối cùng ông lại tự nguyện về nhà.
Năm 1874 Tárrega vào nhạc viện Madrid, nhờ một nhà buôn giàu có là Antonio Canesa giúp đỡ về tài chính. Ông theo học với Emilio Arrieta, người thuyết phục ông tập trung vào chuyên ngành guitar.
Cuối thập kỉ 1870, Tárrega nhận dạy guitar và tham gia các buổi trình diễn thường xuyên, ông bắt đầu được công nhận và bắt đầu đi diễn vòng quanh Tây Ban Nha, ông cũng sáng tác tác phẩm đầu tiên dành cho guitar.
Năm 1880, ông diễn thay cho một người bạn là Luis de Soria tại một buổi hòa nhạc ở Novelda, Alicante. Sau buổi diễn có một người quyền thế nhờ ông lắng nghe khả năng của con gái ông ta, María José Rizo. Francisco và Maria nhanh chóng yêu nhau và đính hôn. Giáng sinh năm 1882, Tárrega cưới María José Rizo ở Novelda.
Năm 1881, Tárrega là người diễn chính ở nhà hát opera Lyon rồi sau đó là nhà hát Odeon ở Paris nhân lễ kỉ niệm 200 năm ngày mất của Pedro Calderón de la Barca. Ông cũng có đến London biểu diễn nhưng ông không hợp với thời tiết cũng như con người ở đây, có câu chuyện rằng ông viết nên tác phẩm lừng danh Lágrima là do nỗi buồn trong một lần đi diễn ở London.
Ông bắt đầu chuyển soạn cho guitar các tác phẩm của Beethoven, Chopin, Mendelssohn và những người khác để làm phong phú các tiết mục của mình.
Gia đình ông chuyển đến Madrid, họ sống bằng nghề dạy tư và biểu diễn, sau cái chết của con gái mới sinh Maria Josefa, gia đình ông chuyển hẳn đến Barcelona năm 1885. Tại Barcelona ông kết bạn với Isaac Albéniz, Enrique Granados, Joaquín Turina, Pablo Casals.
Trong một chuyến lưu diễn ở Valencia ông gặp một góa phụ là Conxa Martinez, bà này nhận bảo trợ cho ông, cho gia đình ông đến ở một căn nhà ở Barcelona, nơi ông viết các tác phẩm quan trọng của mình. Trong chuyến đi đến Granada, vẻ đẹp của vùng này gợi cho ông cảm hứng cho tác phẩm nổi tiếng nhất mà ông viết ra sau khi trở về, Recuerdos de la Alhambra.
Năm 1900, Tárrega đến Argel, bị mê hoặc bởi điệu trống Ả Rập ông viết Danza Mora.
Năm 1902, ông cắt móng tay để tạo hiệu quả âm thanh mới, đặc trưng cho trường phái theo ông sau này. Năm 1903, ông sang Ý biểu diễn rất thành công tại Roma, Napoli và Milano.
Tháng 1 năm 1906 ông bị bại liệt nửa người bên phải, không bao giờ ông hồi phục hoàn toàn nhưng vẫn còn tiếp tục lên sân khấu được.
Ông đã hoàn thành tác phẩm cuối cùng Oremus vào 2 tháng 12 năm 1909. Ông mất tại Barcelona 13 ngày sau đó, vào ngày 15 tháng 12 năm 1909, hưởng thọ 57 tuổi.

### Phong cách âm nhạc, đóng góp cho kĩ thuật guitar
Về sáng tác thì Tárrega là một người theo trường phái bảo thủ, ông chỉ theo xu hướng của thời đại (nửa sau thế kỉ 19) chứ không phải là một nhà cách tân, không có đột phá về phong cách.
Về sử dụng nhạc cụ guitar ông được mệnh danh là "Sarasate của guitar".
Francisco Tárrega đã đặt nền móng cho guitar cổ điển thế kỉ 20, đã đưa vào guitar cổ điển các kĩ thuật trước đây chưa từng có và vẫn được dùng đến ngày nay, ví dụ kĩ thuật reo dây (tremolo) dành cho guitar cổ điển là phát minh của ông: dùng các ngón trỏ, giữa, đeo nhẫn gảy liên tục vào cùng một dây tạo nên cảm giác tiếng đàn ngân nga không dứt, một ví dụ điển hình cho kĩ thuật này chính là Recuedos de la Alhambra lừng danh.

### Tác phẩm
Francisco Tárrega sáng tác không nhiều, chỉ viết 78 tác phẩm và 120 bản chuyển soạn của các nhạc sĩ như Beethoven, Chopin, Mendelssohn và các nhạc sĩ cùng thời như Albéniz
- Tác phẩm sáng tác tiêu biểu: Gran Vals (nhạc chuông của dòng điện thoại Nokia), Recuedos de la Alhambra (Hoài niệm về Alhambra), Capricho Árabe, Danza Mora
- Tác phẩm chuyển soạn tiêu biểu: Asturias (Leyenda) của Isaac Albéniz
- Antonio de Torres, date?;Trong bộ sưu tập của Shel Urlik.[1][2][3][4]

### Bài viết và trình bày
- (tiếng Tây Ban Nha) Cronología de la vida de Tárrega Lưu trữ ngày 13 tháng 6 năm 2008 tại Wayback Machine (with photos) by Francisco Herrera
- (tiếng Tây Ban Nha) El frustrado monumento a Tárrega en Madrid Lưu trữ ngày 25 tháng 1 năm 2010 tại Wayback Machine by Ignacio Ramos Altamira (tháng 6 năm 2007)
- Tárrega / Walter Leckie Manuscripts (www.theguitarmuseum.com)
- Francisco Tárrega Lưu trữ ngày 22 tháng 2 năm 2012 tại Wayback Machine y Música Lưu trữ ngày 22 tháng 2 năm 2012 tại Wayback Machine by Carmen Copovi Llop 1
- Francisco Tárrega y su editor Ildefonso Alier[liên kết hỏng] by Dña. Nieves Iglesias Martínez and D. Vicente Gil

### Ảnh
- Photo (www.theguitarmuseum.com)
- Photos Lưu trữ ngày 13 tháng 6 năm 2008 tại Wayback Machine (Cronología de la vida de Tárrega) (tiếng Tây Ban Nha)
- Photos from Francisco Tárrega's room in the Vila-real City Museum
- Monument in Vila-Real Lưu trữ ngày 30 tháng 10 năm 2008 tại Wayback Machine
- Tárrega on a 1977 stamp (1, 2)
- Estudio Temático Filatélico sobre Francisco Tárrega by Salvador Carracedo Benet

- Bản nhạc miễn phí bởi Francisco Tárrega tại Dự án Thư viện Bản nhạc Quốc tế (IMSLP)
- Bản mẫu:MutopiaComposer
- Francisco Tárrega trên IMDb
- Complete work and biography Lưu trữ ngày 21 tháng 4 năm 2001 tại Wayback Machine (with MIDI music files, that are not at all reflective of Tárrega's performance style, but instead of sheetmusic)
- Tárrega / Walter Leckie Manuscripts, www.theguitarmuseum.com
- Francisco Tárrega Lưu trữ ngày 22 tháng 2 năm 2012 tại Wayback Machine and Música Lưu trữ ngày 22 tháng 2 năm 2012 tại Wayback Machine by Carmen Copovi Llop (tiếng Tây Ban Nha)
- Photos from Francisco Tárrega's room in the Vila-real City Museum
- Monument in Vila-Real
- Estudio Temático Filatélico sobre Francisco Tárrega tại Wayback Machine (lưu trữ ngày 27 tháng 10 năm 2009) by Salvador Carracedo Benet (tiếng Tây Ban Nha)